# Cubbler Place
Cubbler Place – obszar niemunicypalny w Mendocino County, w Kalifornii (Stany Zjednoczone), na wysokości 492 m.